# Thomas Anderson (velejador)
Thomas James Anderson (24 de julho de 1939 — 28 de julho de 2010) foi um velejador australiano, medalhista olímpico. Ele competiu nos Jogos Olímpicos de Verão de 1972 na classe Dragon e conquistou a medalha de ouro, ao lado de John Cuneo e John Shaw.
Em 8 de fevereiro de 2000, Anderson recebeu a Medalha Esportiva Australiana por seu desempenho como vencedor da medalha de ouro nos Jogos Olímpicos de Verão de 1972. Em 2009, Anderson foi introduzido no Queensland Sport Hall of Fame. Em 2018, ele foi introduzido no Australian Sailing Hall of Fame ao lado de Cuneo e Shaw.